# Лестер (регбийный клуб)
«Лестер Тайгерс» (англ. Leicester Tigers, «Тигры Лестера») — английский регбийный клуб, выступающий в Премьер-лиге. Проводит свои домашние матчи на «Уэлфорд Роуд», который вмещает почти 26 тысяч человек.
Команда из Лестершира является самой титулованной за период профессионального регби в Англии. Десять раз спортсмены становились чемпионами страны, причём пять титулов были добыты в течение семи лет. «Тайгерс» — одна из четырёх команд (наряду с «Глостером», «Батом» и «Уоспс»), никогда не покидавших высший дивизион. Более того, клуб никогда не опускался ниже шестой строчки в таблице по итогам сезона. Регбисты из Лестера регулярно выступают в Кубке чемпионов, крупнейшем клубном соревновании Европы. С тех пор, как английские команды участвуют в этом турнире, «Тайгерс» не пропустили ни одного розыгрыша, что является уникальным достижением для страны. Клуб завоёвывал кубок в 2001 и 2002 годах и ещё трижды играл в финальных матчах.
Традиционные цвета команды, тёмно-зелёный, красный и белый, представлены на гербе клуба, а на форме используются с 1947 года. Основные соперники лестерширцев — «Бат», «Уоспс» и «Нортгемптон Сэйнтс». Встречи последних с «Тайгерс» известны как дерби Восточного Мидленда.

## История

### Ранние годы

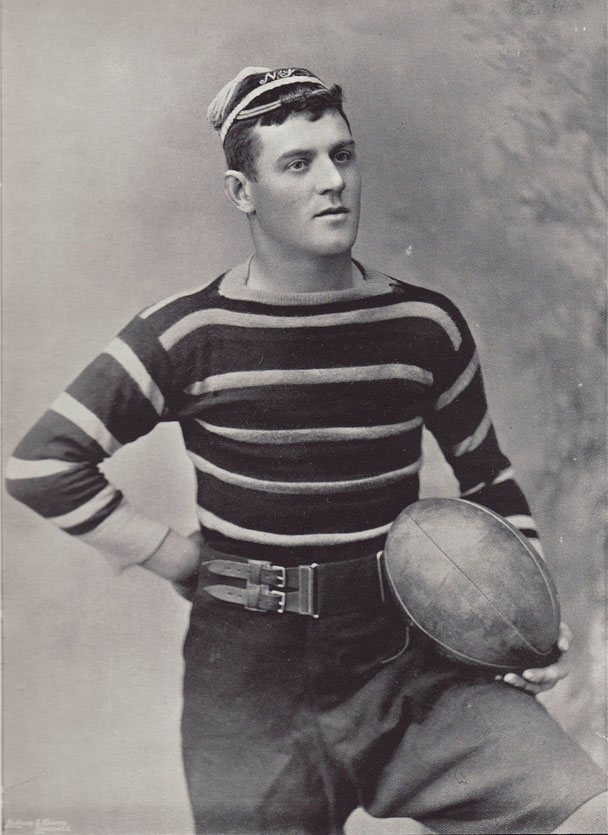
И. Редмен, капитан команды в 1895 году.

Решение о создании клуба было принято на встрече, прошедшей в отеле «Джордж» в августе 1880 года. Руководители трёх команд — «Лестер Сосайетис», «Лестер Эмэйчер» и «Лестер Алерт» — договорились об объединении организаций. В октябре того же года на стадионах «Белгрейв Крикет» и «Сайкл Граунд» были сыграны первые встречи с клубом «Мозли». Регбисты Лестера выступали в чёрной форме.
Спустя приблизительно пять лет в газете «Лестер Дэйли Пост» впервые было использовано прозвище «Тайгерс». Происхождение никнейма доподлинно неизвестно. Одна из версий связана с Лестерширским полком, военных которого стали называть «тиграми» после службы в Индии. Сторонники другой гипотезы утверждают, что регбисты играли в чёрно-оранжевой полосатой форме. На заре существования команду также называли «парнями, выбирающими между славой и смертью».
Актуальная сейчас ало-зелёно-белая расцветка экипировки введена не ранее 1891 г., однако изначально полоски были вертикальными. Только в сентябре 1895-го форма приобрела узнаваемые сегодня особенности.
С 1892 г. клуб выступает на арене «Уэлфорд Роуд». В 1898—1905 гг. команда ежегодно побеждала в кубке Мидленда. С 1895 года и до свой смерти секретарём (фактически президентом клуба) был Том Крамби, который внёс большой вклад в дальнейшее развитие «Лестера» и его успехи в Англии.
Начиная с сезона 1926/27, «Тайгерс» стали обозначать футболки нападающих буквами, а в 1931 году подобная практика распространилась на всех игроков.

### Послевоенный период
После приглашения Чалки Уайта на пост главного тренера команда резко начала прогрессировать. Передовые идеи специалиста, требующего качественной физической и технической подготовки от регбистов, принесли «тиграм» успех на поле, а количество зрителей на трибунах увеличивалось. К 1980 г. «Тайгерс» имели в активе выход в финал кубка.
В 70-х традиционные встречи с командой «Барбарианс», проводимые в день подарков, стали проходить при полном аншлаге, в то время как ранее на игру приходило не более двух тысяч болельщиков. Переход регби на профессиональную основу в середине 1990-х принёс плотный график, не позволявший занимать предновогоднюю неделю. Знаменитому выставочному дерби пришёл конец.
Первый для «Тайгерс» финал Англо-валлийского кубка, состоявшийся в 1978-м, завершился поражением от «Глостера». Однако за три последующих розыгрыша лестерширцы трижды побеждали в главном матче: над «Мозли» (15–12), «Лондон Айриш» (21–9) и «Госфортом» (22–15). Успешная серия позволила клубу забрать кубок на вечное хранение. Пятый финал в 1983-м был вновь проигран, на этот раз сильнее оказался «Бристоль».
В августе 1980 г. «Тайгерс» первыми среди английских команд отправились в турне по Южному полушарию. Круиз был приурочен к столетию клуба. В рамках тура состоялись шесть матчей с соперниками из Австралии и Фиджи.
В 80-х регби ещё не стало профессиональным, но команда из Лестера уже постепенно переходила на коммерческую основу. Обыграв в последнем туре сезона 1987/88 «Ватерлоо», «Тайгерс» вошли в историю как де-юре первые чемпионы Англии.

### Девяностые годы
Начало десятилетия отмечено блестящей игрой клуба Эй-Би-Си, названного так из-за букв на футболках игроков передней линии: Грэма Раунтри, Ричарда Кокерилла и Даррена Гарфорта.
Победа над «Харлекинс» (23–16) в финале кубка-1993, добытая не без помощи молодых игроков, положила начало выдающейся победной полосе «Тайгерс». В 1995 г. регбисты Лестера вновь стали чемпионами страны, через два года в очередной раз завоевали кубок (обыграв «Сэйл» со счётом 9–3) и в том же 1997-м первыми среди англичан дошли до решающего матча в кубке Хейнекен, но оказались слабее «Брива». Кубок сезона 1996 г. регбистам взять не удалось, они проиграли «Бату», причём на последней минуте матча судьёй Стивом Лэндером была назначена спорная штрафная попытка. Неоднозначное решение привело к послематчевой стычке Лэндера и Нила Бэка, в результате которой игрок был дисквалифицирован на полгода.
В 1999—2002 гг. команда под предводительством капитана Мартина Джонсона и тренера Дина Ричардса четырежды завоёвывала титул чемпиона Англии, доведя их общее количество до шести и сравнявшись по этому показателю с «Батом».
Первые годы нового века принесли успех и на международной арене. В 2001 и 2002 гг. «Тайгерс» побеждали в кубке Хейнекен, став первым на тот момент коллективом, сумевшим отстоять трофей. Соперники по финальным матчам — «Стад Франсэ» (34–30) и «Манстер» (15–9) соответственно.
Качественная игра того периода отразилась на статистике: с 30.12.1997 по 30.11.2002 «Тайгерс» не проигрывали дома на протяжении 57 матчей (включая 52 победы подряд). Всего же за четыре сезона, пришедшихся на указанный временной отрезок, лестерширцы проиграли в 14 встречах, проведя 92.
На победоносном для Англии чемпионате мира 2003 года в составе её сборной выступало семеро спортсменов из Лестера: Мартин Джонсон (капитан), Нил Бэк, Мартин Корри, Бен Кей, Льюис Муди, Дориан Уэст и Джулиан Уайт. Однако отсутствие ведущих игроков в составе «Тайгерс» негативно сказалось на результатах клуба. Команда оказалась одиннадцатой в лиге и вылетела из кубка Хейнекен после групповой стадии. Дин Ричардс был уволен, а вакантную позицию занял Джон Уэллс, ранее тренировавший нападение.

### Наследие Ричардса
Первый полный сезона Уэллса в роли главного тренера увенчался победой в чемпионате страны и выходом в полуфинал клубного первенства Европы, проиграв в нём «Тулузе». Затем последовал финал Премьер-лиги против «Уоспс», ставший по совместительству прощальным матчем Джонсона и Бэка. Поражение от лондонцев вынудило наставника покинуть клуб, его сменил Пэт Ховард. Сам же Уэллс устроился в тренерскую академию регбийного союза, а через некоторое время приступил к работе с форвардами в сборной Англии.
В сезоне 2005/06 «Тайгерс» заняли второе место как в регулярном чемпионате, так и в плей-офф Премьер-лиги (первое в обоих случаях — «Сэйл Шаркс»). Команда снова дошла до игр на выбывание в кубке Хейнекен и снова уступила, теперь — принципиальным соперникам из «Бата». Записать себе в актив победу в обновлённом Англо-валлийском кубке регбисты также не смогли. Сильнее их в 1/2 финала оказались всё те же «Уоспс». Матч прошёл на стадионе «Миллениум» в Кардиффе.
Летом 2006 года в Лестер приехали несколько перспективных спортсменов, в их числе Джордан Крэйн из «Лидс Тайкс», зарекомендовавший себя на молодёжном чемпионате мира (до 21 г.) во Франции.
15 апреля 2007 года первым трофеем «Тайгерс» за пять лет стал кубок И-Ди-Эф Энерджи (инкарнация АВК). В напряжённом матче на стадионе «Твикенэм» регбисты взяли верх над клубом «Осприз» — 41-35. На той же арене состоялась финальная игра Премьер-лиги против «Глостера», завершившаяся победой тигров (44-16). Впрочем, сделать в том сезоне хет-трик не удалось: европейский кубок достался «Уоспс».
28 декабря 2006 года было объявлено, что по окончании сезона Ховард покинет Лестер и отправится в родную Австралию. Его сменил Марсело Лоффреда, в то время тренер сборной Аргентины, получившей бронзу по итогам ЧМ-2007. Новый специалист сумел вывести «Тайгерс» в полуфинал кубка И-Ди-Эф, где лестерширцы впервые с 80-х гг. обыграли «Уоспс» в плей-офф. Финал стал отражением предыдущего розыгрыша: победили «Осприз». Международный опыт того сезона оказался отрицательным, регбисты под руководством Лоффреды потерпели неудачу во всех выездных играх и не заработали право играть в четвертьфинале кубка. Путёвка в финал национального чемпионата была добыта лишь не последней минуте матча с «Харлекинс». Судьба финальной встречи с «Глостером» также решилась незадолго до сирены. В главном же матче реванш взяли «Лондон Уоспс». Аргентинский тренер был уволен, пробыв на посту только семь месяцев.
Очередной выбор руководства пал на южноафриканца Хейнеке Мейера, однако проблемы в семье привели к его скорой отставке. В итоге тренерские обязанности принял участник «клуба Эй-Би-Си» Ричард Кокерилл, успевший за неполный сезон адаптироваться и вывести клуб в четвертьфинал кубка Хейнекен. 17 апреля 2009 г. он был официально назначен на должность тренера.
3 мая того же года произошло историческое событие: впервые в плей-офф кубка Хейнекен победитель матча не был определён в основное время. Это был полуфинал между «Тайгерс» и «Кардифф Блюз». После восьмидесяти минут счёт был равным (26-26), в дополнительных таймах результативных действий не было. Так как обе команды дважды заносили попытку, рефери назначил серию ударов по воротам. Точнее оказались регбисты из Лестершира, 7-6. Финальная игра проходила в Эдинбурге, вторым соискателем кубка оказалась команда ирландской провинции Ленстер. Удача была на стороне дублинцев, цвета которых защищали бывшие игроки «тигров» Лео Каллен и Шейна Дженнингса. На внутренней арене дела шли более благоприятным образом, регбистами был завоёван восьмой чемпионский титул (10-9 в финале против «Лондон Айриш»).
6 ноября «Лестер» принял у себя чемпионов мира, сборную ЮАР. Игра вышла упорной, а победу праздновал молодой коллектив «Тайгерс». Лукас Аморозино занёс попытку, Бен Янгз набрал 17 очков.
Команде принадлежат рекорды результативности в кубке Хейнекен (90-19, «Глазго Уорриорз», 1997) и Премьер-лиге (83-10, «Ньюкасл Фэлконс», 2005). Среди других рекордов «Лестера» победа в девяти чемпионатах, 6 раз подряд регбисты выходили в финал турнира, кроме того, одержали наибольшее количество гостевых побед в плей-офф Премьер-лиги.

### Новейший период
В сезоне 2012/13 «тигры» в десятый раз выиграли Премьер-лигу. По итогам регулярного сезона команда заняла второе место, а в финале обыграла четвёртую команду лиги — «Нортгемптон».

## Достижения
Премьер-лига
- Победитель (11): 1988, 1995, 1999, 2000, 2001, 2002, 2007, 2009, 2010, 2013, 2022
- Финалист (8): 1994, 1996, 2005, 2006, 2008, 2011, 2012, 2025

 Кубок Хейнекен
- Победитель (2): 2001, 2002
- Финалист (3): 1997, 2007, 2008

Европейский кубок вызова
- Победитель (1): 2020

 Англо-валлийский кубок
- Победитель (8): 1979, 1980, 1981, 1993, 1997, 2007, 2012, 2017
- Финалист (6): 1978, 1983, 1989, 1994, 1996, 2008

## Стадион
«Тайгерс» принимают гостей на стадионе «Уэлфорд Роуд», открытом в 1892 г. и вмещавшем тогда 1100 зрителей. После Первой мировой были построены сектора для членов клуба (англ. Members) и «Крамби» (англ. Crumbie). В 1995 г. открыты «Альянс» (англ. Alliance) и «Лестер». В нынешнем состоянии (сезон 2009/10) арена способна принять 24 000 болельщиков.
23 ноября 2004 г. пресс-служба команды объявила о создании совместного предяприятия с ФК «Лестер Сити», целью которого является приобретение стадиона «Уокерс» (на котором выступала футбольная команда). Если бы сделка состоялась, регбисты «Лестера» также обосновались бы на этой арене, прекратив аренду «Уэлфорд Роуд». После нескольких месяцев переговоров клубы так и не смогли распределить приоритетное право игры на стадионе. В июле 2005 г. переговоры завершились.
Новая временная трибуна, построенная к сезона 2007/08, увеличила вместимость объекта до 17 498.
11 июня 2007 г. появилась информация о сотрудничестве «Тайгерс» с компанией «AFL», ранее участвовавшей в реконструкции «Олд Траффорд». Предполагалось, что фирма составит план перестройки «Уэлфорд Роуд», включавший и увеличение посадочных мест (до 25 000 к 2011 г.).
20 февраля 2008 г. «Тайгерс» получили разрешение на реконструкцию арены. По итогам первого этапа строительства будет добавлено десять тысяч мест посредством возведения Северной трибуны. После завершения работ по переустройству «Уэлфорд Роуд» стадион сможет принять более 30 000 зрителей.
В конце сезона 2008/09 три домашние встречи были проведены на «Уокерс». Причина временного переезда — разрушение старой трибуны.
Постройка Северной трибуны (известной так же как «Caterpillar» по названию спонсора) была окончена к первой игре сезона 2009/10 против «Ньюкасла». В новом секторе предусмотрена ложа на одну тысячу лиц. У входа на трибуну расположен бар, в который можно попасть бесплатно.

## Текущий состав
Состав команды на сезон 2017/18:

## Тренерский штаб
| Должность         | Имя             |
| ----------------- | --------------- |
| Главный тренер    | Мэтт О’Коннор   |
| Ассистент тренера | Джордан Мёрфи   |
| Тренер нападающих | Ричард Блейз    |
| Тренер схватки    | Борис Станкович |